# Бартиш, Аттила
Аттила Бартиш (венг. Bartis Attila, род. 22 января 1968, Тыргу-Муреш, Румыния) — венгерский писатель, драматург, фотограф.

## Биография
Родился в семье литератора Ференца Бартиша. Семья Бартиша переехала в Будапешт из Румынии в 1984 году. В 1995 Бартиш выпускает свой дебютный роман, «Прогулка» («A sétá»). Позже у писателя вышли сборники рассказов «Синяя дымка» («A kéklő pára», 1998) и «Апокрифы Лазаря» («A Lazar apokrifek», 2005).
Наибольшую известность автору принёс роман «Спокойствие» («A nyugalom», 2001). Это трагическая, откровенная история самоанализа одного будапештского писателя, только что похоронившего мать и пытающегося разобраться в своём прошлом. Литературное творчество помогает герою романа в этом. После успеха романа Бартиш попробовал себя в драматургии, написав по мотивам «Спокойствия» пьесу «Моя мать, Клеопатра» («Anyam, Kleopatra», 2002). В 2008 году роман «Спокойствие» был экранизирован режиссёром Робертом Альфёльди. Перевод романа на английский язык был удостоен премии Рочестерского университета (2009).

## Публикации на русском языке
В 2011 году роман «Спокойствие» издан в журнале «Иностранная литература» в переводе Д. Ю. Анисимовой.

## Награды
Творчество Аттилы Бартиша отмечено многими литературными премиями Венгрии, в частности имени Тибора Дери (1997), Шандора Мараи (2002), Аттилы Йожефа (2005) и другими.